# Tour Ronde
La Tour Ronde és una muntanya de 3.798 metres dels Alps de Graies, que es troba entre les regions de la Vall d'Aosta (Itàlia) i de l'Alta Savoia (França).
La primera ascensió la van realitzar J.H. Backhouse, T.H. Carson, Douglas William Freshfield, C.C. Tucker, Daniel Balleys i Michel Payot, el 22 de juliol de 1867.
El recorregut normal d'ascensió (que passa per la carena sud-est, combinada amb el descens per la Vallée Blanche) i la cara nord (realitzada per Francesco Gonella i Alexis Berthod el 23 d'agost de 1886) són respectivament els números 11 i 35 del famós llibre "100 curses més boniques del massís del Mont-Blanc" de Gaston Rébuffat.

## SOUISA
Segons la definició de la SOIUSA, el cim té la següent classificació:
- Gran part: Alps occidentals
- Gran sector: Alps del nord-oest
- Secció: Alps de Graies
- Subsecció: Alps del Mont Blanc
- Supergrup: Massís del Mont Blanc
- Grup: Grup del Mont Blanc
- Subgrup: Grup de la Tour Ronde
- Codi: I/B-7.V-B.2.f/a

## Galeria

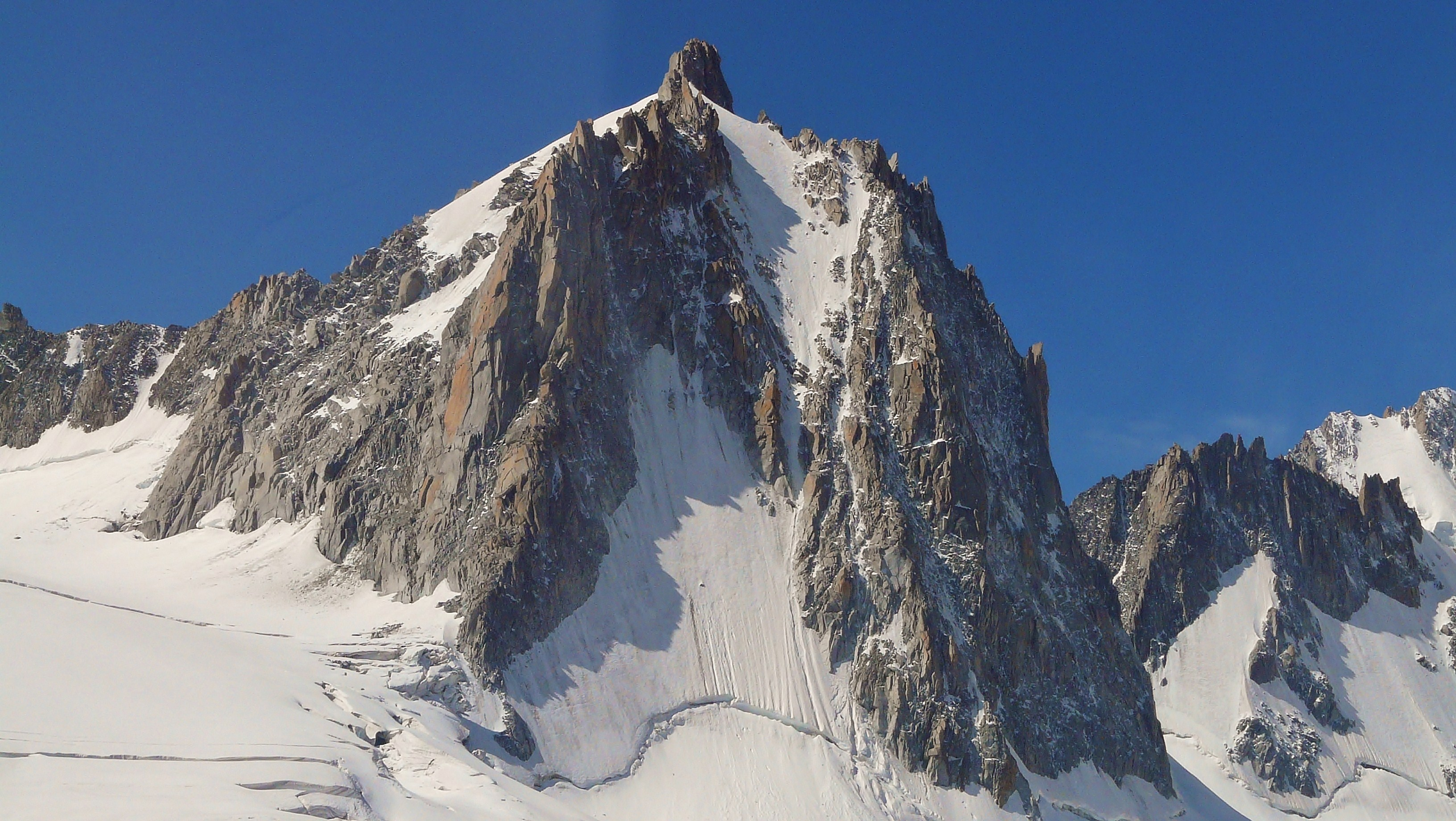
La paret nord de la Tour Ronde.
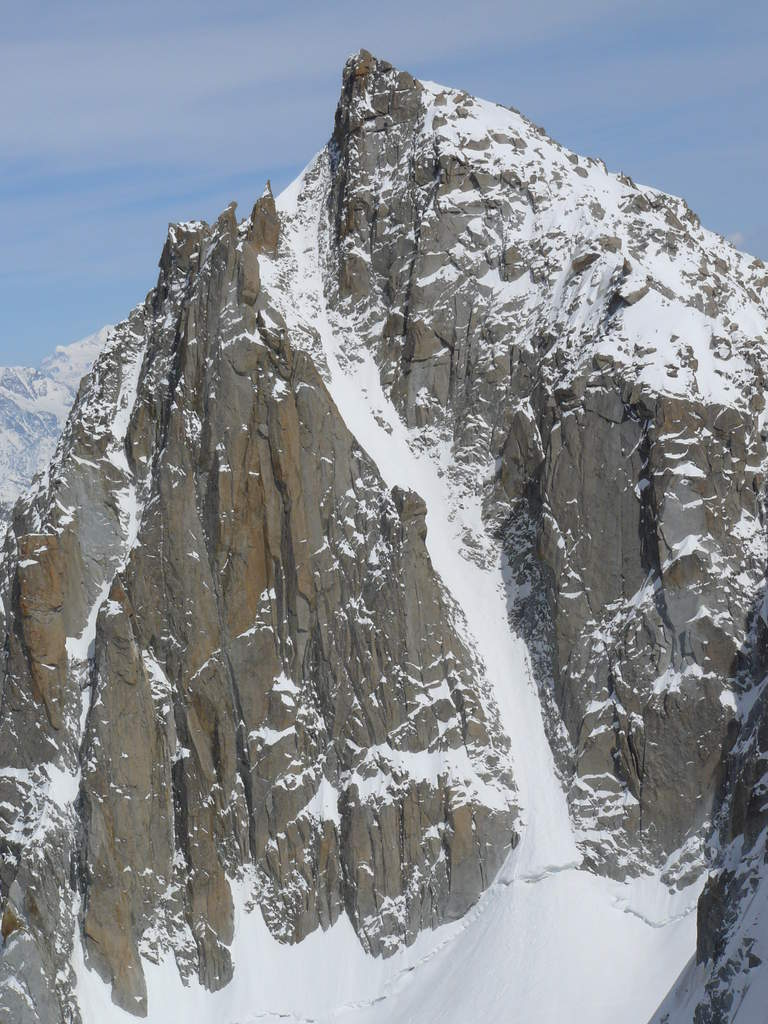
El vessant oest de la Tour Ronde: al centre el Couloir Gervasutti, canal assolida per primera vegada per Giusto Gervasutti i Renato Chabod el juliol de 1934.